# Edy Schmid
Edy Schmid, švicarski rokometaš, * 3. maj 1911, † 25. september 2000.
Leta 1936 je na poletnih olimpijskih igrah v Berlinu v sestavi švicarske rokometne reprezentance osvojil bronasto olimpijsko medaljo.